# Allium stearnianum
Allium stearnianum là một loài thực vật có hoa trong họ Amaryllidaceae. Loài này được Koyuncu, Özhatay & Kollmann mô tả khoa học đầu tiên năm 1983.